# Чемпионат Китая по русским шашкам среди женщин 2015
Чемпионат Китая по русским шашкам среди женщин 2015 прошёл   в Гуанчжоу. Участвовало 10 спортсменок. Чемпионкой стала Лю Пэй.

## Призёры
| Место | Участник    | Очки |
| ----- | ----------- | ---- |
| 1     | Лю Пэй      | 16   |
| 2     | Guan Yiyang | 15   |
| 3     | Zhāngzǐxīn  | 15   |